# Desmosoma rotundus
Desmosoma rotundus là một loài chân đều trong họ Desmosomatidae. Loài này được Menzies & George miêu tả khoa học năm 1972.